# Ideosfera
Ideosfera to obszar działania ewolucji memetycznej, tak jak biosfera jest obszarem działania („królestwem”) ewolucji biologicznej. Innymi słowy  – „całość memetycznej ekologii” (cyt. Hofstadter).
Koncepcję ideosfery i pokrewną jej koncepcję eksteligencji rozwijają w swoich publikacjach popularnonaukowych Jack Cohen i Ian Stewart. 
Podobnie jak w przypadku biosfery zdrowie ideosfery może być mierzone przez jej memetyczną różnorodność. Np. reżimy totalitarne próbują narzucać memetyczne monokultury, które, jak monokultury w rolnictwie, są wewnętrznie niestabilne. 